# Весёлые ребята (ВИА)
«Весёлые ребя́та» — советский и российский вокально-инструментальный ансамбль (музыкальная группа). Создатель и бессменный руководитель — народный артист России Павел Слободкин. ВИА наиболее известен исполнением таких песен, как: «В последний раз», «Алёшкина любовь», «Напиши мне письмо», «Бологое», «Не волнуйтесь, тётя», «Люди встречаются», «Как прекрасен этот мир» и другими.
Песня "Бродячие артисты" (текст и музыка) изначально была написана Л. Варданяном, бывшим временным участником музыкального коллектива. Лидер группы лишь адаптировал небольшую часть текста под свой стиль.

## История
Вокально-инструментальный ансамбль «Весёлые ребята» был создан в 1968 году в Москве пианистом и композитором Павлом Слободкиным.
В 1968 году ВИА «Весёлые ребята» стал первым ВИА этого жанра в СССР, удостоенным звания лауреата Всесоюзного конкурса на лучшее исполнение молодёжной песни и I премии. 
В 1969 году коллектив был удостоен звания лауреата Всесоюзного конкурса и I премии, на лучшее исполнение советской песни. 
Большой успех «Весёлым ребятам» принёс первый миньон, выпущенный фирмой «Мелодия» в июле 1970 года, записи для которого были сделаны в ноябре 1969 года. Эта пластинка была выпущена рекордным тиражом — 15 млн экземпляров. Всесоюзную популярность получили песни «Алёшкина любовь», «Сон», «Взявшись за руки вдвоём», «Тебе всё равно», «Люди встречаются», «Скорый поезд», «Когда молчим вдвоём».
В начале 1970-х годов Павел Слободкин приглашает к сотрудничеству молодых авторов: Юрия Антонова, Вячеслава Добрынина, Сергея Дьячкова и Олега Иванова, которые напишут для ансамбля ряд песен: «Отчего?», «Если любишь ты», «На Земле живёт любовь», «Напиши мне письмо», «Ни минуты покоя», «На чём стоит любовь», «Качели» и др. Наиболее плодотворным оказалось сотрудничество ансамбля с композитором Давидом Тухмановым, написавшим для ансамбля много популярных песен: «Как прекрасен этот мир», «Легко влюбиться», «День без выстрела на Земле», «Полоса невезения», «Скорый поезд», «Варшавский дождь», «Я к тебе не подойду», «У той горы».
Положительную аннотацию к первой пластинке ансамбля LP «Любовь — огромная страна» написал народный артист РСФСР, лауреат Государственной премии СССР, композитор Юрий Левитин . Впоследствии альбом был признан критиками одним из лучших альбомов советской эстрады.
В 1974 году, по приглашению Павла Слободкина, в коллектив приходит молодая певица Алла Пугачёва. В 1975 году Пугачёва завоевала Гран-при на Международном конкурсе «Золотой Орфей» в Болгарии  за исполнение песни «Арлекино», в аранжировке и обработке Павла Слободкина. После успеха на конкурсе «Весёлые ребята» записали для Пугачёвой первую сольную пластинку с песнями: «Арлекино», «Посидим-поокаем» и «Ты снишься мне». Тогда же вышла ещё одна пластинка группы, с песнями Рудольфа Манукова «Вишня», «Избранник», «Не надо ждать» и «Ясные светлые глаза».

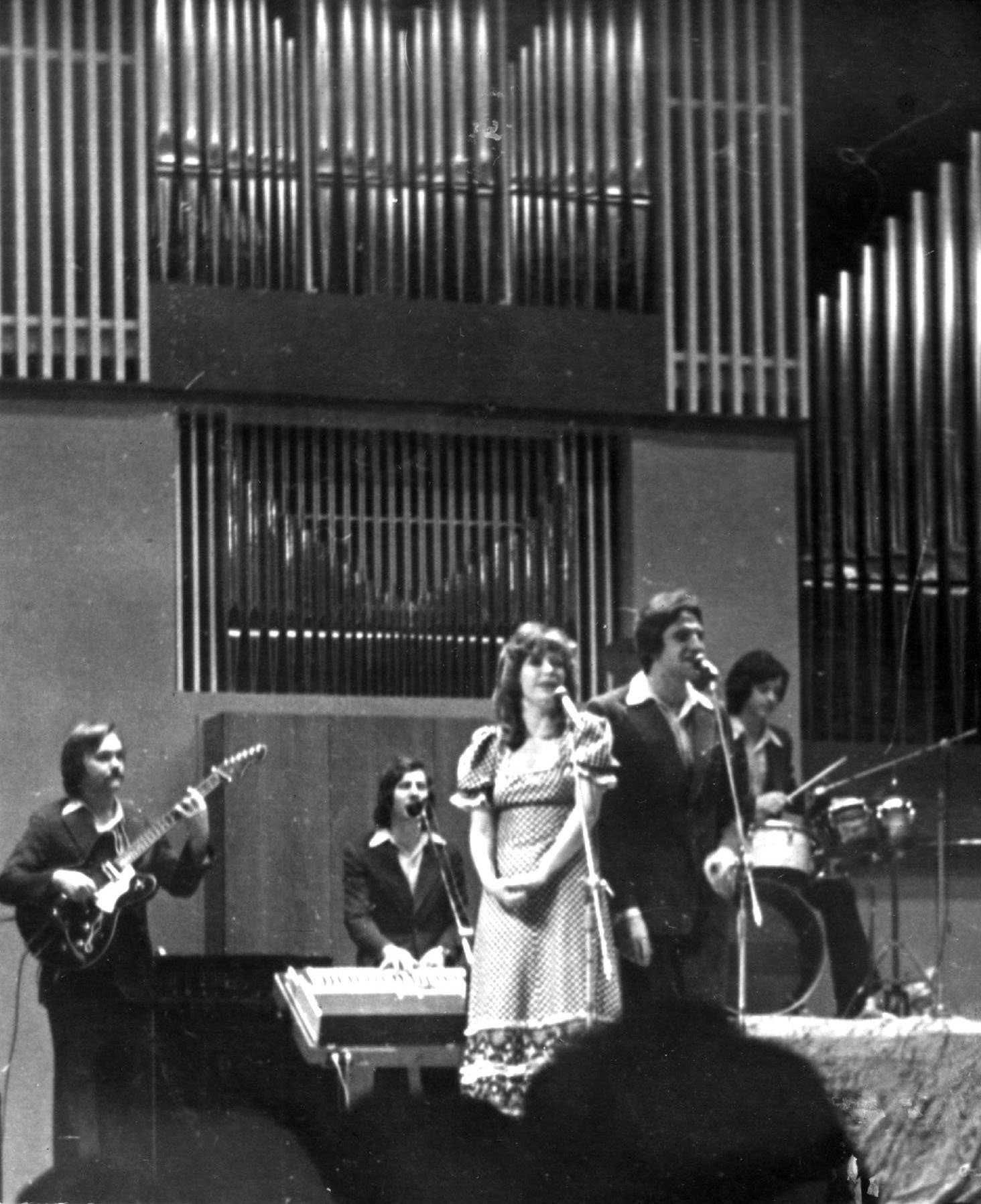
«Весёлые ребята», Алла Пугачёва и Анатолий Алёшин, ноябрь 1975 года, г. Ярославль

В 1976 году на Международном конкурсе грамзаписи в Праге «Весёлые ребята» были удостоены звания лауреата и 1-й премии за песни: «Когда молчим вдвоём» (П. Слободкин — Л. Дербенёв), «Я к тебе не подойду» (Д. Тухманов — Л. Дербенёв, И. Шаферан). Коллектив был почётным гостем многих престижных фестивалей: «Братиславская лира» в Чехословакии, Дрезденский шлягер-фестиваль в ГДР, «Золотой Орфей» в Болгарии. В рамках концертной деятельности группа выступала на одной сцене со звёздами европейской эстрады: ABBA, Boney M, Brotherhood of Man, Mud, Waterloo & Robinson, Middle of the Road, P. Maffay, Джоном Мейоллом, Мирей Матье, Карелом Готтом и многими другими.
В 1976 году произошёл конфликт музыкантов коллектива и Павла Слободкина с Аллой Пугачёвой на фоне того, что коллектив стал восприниматься как её аккомпанирующий состав. В итоге Пугачёва в конце сентября 1976 года покинула коллектив. На её место в мае 1977 года Павел Слободкин по рекомендации Давида Тухманова пригласил Людмилу Барыкину, которая была известна исполнением песни Смятение, написанной самим Тухмановым. В коллективе Барыкина как солистка исполняла мало песен, но все они стали популярными в СССР после выхода на миньонах и альбомах: «Кукла» (А. Морозов — Г. Горбовский) и русские каверы западных шлягеров «Уходило лето», «В последний раз», «Никогда не поверю», «Помню, помню».
В 1980 году ВИА «Весёлые ребята» принял активное участие в культурной программе Олимпийских игр в Москве.
В апреле 1981 года Барыкина поехала с коллективом на двадцатидневные гастроли и за день или два до их окончания получила телеграмму из Москонцерта о том, что у неё заболел сын и ей необходимо срочно вылететь в Москву. Она прервала гастроли, за что была отстранена от работы в ансамбле. Официально она была уволена из «Весёлых ребят» и Москонцерта в апреле 1983 года. После Барыкиной солисток в коллективе больше не было.
В 1981 году коллектив успешно выступил на Всесоюзном фестивале на лучшее исполнение советской поп-музыки «Ереван-81» и был удостоен главного приза фестиваля.
Зимой 1983 года участники группы приняли участие в записи альбома Чернавского и Матецкого «Банановые острова». 
В 1983 году важным этапом в жизни коллектива стало обращение к классической музыке: в обработке и аранжировке Павла Слободкина в концертных программах зазвучали Токката ре-минор И. С. Баха, Фантазия на тему пьесы «В пещере горного короля» из сюиты Э. Грига «Пер Гюнт», Вариации на тему Каприса № 24 Никколо Паганини, произведения Моцарта и Бетховена. «Весёлые ребята» стали первым вокально-инструментальным ансамблем на эстраде, включившим в свои программы произведения классической музыки. «Пять исполнителей сумели создать иллюзию звучания от органа, до целого оркестра», — писал музыкальный критик Евгений Надеинский в журнале «Музыкальная жизнь».
В 1985 году ВИА был удостоен Гран-при на Международном конкурсе эстрадной песни «Братиславская Лира», за песню «Бродячие артисты» (Л. Варданян — И. Шаферан), аранжировка П. Слободкина.
В 1988 году за большие заслуги в области отечественного музыкального искусства Министерство культуры СССР и Министерство культуры РСФСР утвердили ВИА «Весёлые ребята» в статусе музыкального театра. С 1993 года театр переименовывается в «Центр Павла Слободкина».
С середины 1980-х годов по 1991 год коллектив несколько раз становится лауреатом Всесоюзного песенного фестиваля «Песня года», в частности с песней «Бологое», музыка Вячеслава Добрынини, слова Михаила Рябинина на Песне-86.
В 1993, связи с 25-летием творческой деятельности, ВИА «Весёлые ребята» даёт серию юбилейных концертов и выпускает двойной альбом с лучшими песнями разных лет.
В 1997 году фирма «Мелодия» выпускает компакт-диск «Люди встречаются», где в числе известных советских шлягеров содержатся записи коллектива.

### XXI век
В 2003 году, в связи с 35-летием творческого сотрудничества с «Мелодией», руководство фирмы награждает «Весёлых ребят» «Золотым диском».
В 2005 году происходят кардинальные перемены в составе группы. После отбора Павел Слободкин собирает новый состав,  «Весёлые ребята» возобновляют концертную деятельность в Театре эстрады, ГЦКЗ «Россия», в Доме музыки, Концертном зале имени П. И. Чайковского, во Дворце спорта «Лужники».
В ноябре 2006 года «Весёлые ребята» выступили на V юбилейном фестивале Авторадио «Дискотека 80-х» в СК «Олимпийский», который был показан по Первому каналу телевидения в январе 2007 года. В том же году в связи с 40-летием творческой деятельности, ВИА «Весёлые ребята» награждается высшей наградой фирмы «Мелодия» — «Платиновым диском № 1» и становится обладателем абсолютного национального рекорда по проданным пластинкам — 179 850 000 экземпляров.
В  2007 году совместно с рекордс-компанией «Бомба Мьюзик» «Весёлые ребята» и Павел Слободкин выпустили CD «Любовь — дитя планеты», а совместно с фирмой Мелодия выпустили CD «Когда молчим вдвоём», посвящённый 40-летию коллектива. 
«Весёлые ребята» приняли участие в гала-концерте «Песня года-2007» в СК «Олимпийский» и ансамбль в седьмой раз стал лауреатом фестиваля и был удостоен специального приза в связи с 40-летием творческой деятельности (концерт был показан 2 января 2008 года по каналу РТР).
В марте 2008 года «Весёлые ребята» приняли участие в авторском вечере народного артиста России, композитора Олега Иванова в Государственном Кремлёвском Дворце.
В ноябре 2008 года «Весёлые ребята» приняли участие в VII Международном фестивале «Авторадио» «Дискотека 1980-х» в СК «Олимпийский» ( был показан по Первому каналу телевидения 1 января 2009 года), а в декабре совместно с рекордс-компанией «Бомба Мьюзик» «Весёлые ребята» и Павел Слободкин выпустили компакт-диск + DVD-диск «Музыкальный глобус».
В 2009-м году (к 35-летию пластинки «Любовь — огромная страна») альбом был переиздан.

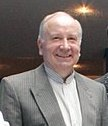
Основатель группы Павел Слободкин

В марте 2011 года коллектив принял участие в гала-концерте «80 лет Москонцерту» и выпустил компакт-диск «Минуточку» (с другими песнями и стилизованной обложкой), а в июне 2011 выпустил компакт-диск «Люби меня, как я тебя». 14 июля 2011 года «Весёлые ребята» выступили на закрытии ХХ юбилейного фестиваля «Славянский базар», концерт транслировался 15 июля 2011 года телеканалом «Россия-1». В рамках фестиваля «Славянский базар» основатель и художественный руководитель ВИА «Весёлые ребята» Павел Слободкин провёл пресс-конференцию для 120 журналистов и презентацию нового, восьмого компакт-диска «Шерше ля…», «Весёлых ребят».
В декабре 2011 года коллектив выпустил новый альбом, записанный современным составом ансамбля компакт-диск «Шерше ля…».
27 января 2012 года коллектив был удостоен ежегодной музыкальной премии «ZD Awards» («Звуковая дорожка МК») «За большой вклад в отечественную поп-музыку» и выступили с лауреатами этой премии в киноконцертном театре «Космос». В июне 2012 года ВИА выпустил девятый компакт-диск «Напиши мне письмо».
В июне 2013 года «Весёлые ребята» выпустили десятый CD «Неизданное». В ноябре 2013 года коллектив выпустил одиннадцатый компакт-диск «Не волнуйтесь, тётя…» и двенадцатый альбом в формате MP3 «Избранное» (50 лучших песен, записанных в период 1969—1979). В декабре 2013 года в продажу поступил новый — тринадцатый альбом, записанный современным составом «Весёлых ребят» компакт-диск «Как прекрасен этот мир».
20 ноября 2014 года вышел в свет четырнадцатый компакт-диск «Ретроспектива».
В ноября 2015 года вышел пятнадцатый по счёту, компакт-диск «Перекрёсток судьбы», записанный современным составом коллектива.
26 ноября 2016 года «Весёлые ребята» снова приняли участие в Международном фестивале «Авторадио» «Дискотека 80-х» в СК «Олимпийский» со многими европейскими звёздами эстрады.
8 августа 2017 года ушёл из жизни основатель и бессменный руководитель коллектива Павел Слободкин, возглавлявший его свыше полувека, ВИА «Весёлые ребята» прекратил существование. После смерти Слободкина пути участников коллектива разошлись.

## Состав
В разные годы в ВИА «Весёлые ребята» работали:
- Павел Слободкин (1968—2017) — руководитель коллектива, аранжировщик, клавишные
- Леонид Бергер (1969—1972) вокал, орган[1]
- Валентин Витебский (1969—1971) — бас-гитара, вокал
- Юлий (Июлий) Слободкин (1968—1971) вокал
- Александр Градский (1970—1973) вокал, гитара[1][10]
- Валерий Хабазин (1970—1974) соло-гитара
- Алексей Пузырёв (1971—1975, 1976—1981) — гитара, вокал, клавишные
- Юрий Петерсон (1968—1972) вокал, саксофон-альт
- Светлана Резанова (1971 - 4 месяца) вокал
- Владимир Фазылов (1970—1972) вокал, гитара
- Александр Лерман (1972—1974, апрель—август 1975) — вокал, бас-гитара, клавишные[1]
- Анатолий Алёшин (1973—1979) — вокал, скрипка[1]
- Александр Чиненков (1973—1982) — труба, губная гармошка, перкуссия, вокал[источник не указан 1099 дней]
- Александр Барыкин (Бырыкин) (1972—1976, 1978—1979)[1][10] — вокал, гитара
- Александр Буйнов (1973—1989, с перерывом в 1976) — клавишные, бас-гитара, вокал[1][10]
- Вячеслав Малежик (1973—1975) — вокал, гитара[1][10].
- Валерий Дурандин (1974—1981) — бас-гитара, вокал
- Алла Пугачёва (1974—1976) — вокал[1][10]
- Роберт Мушкамбарян (1975—1985) — вокал, саксофон-сопрано[1]
- Вадим Голутвин (1975—1977) — гитара
- Игорь Гатауллин (1976—1986[источник не указан 1099 дней]) — гитара, вокал.
- Людмила Барыкина (1977—1981) вокал[1][10]
- Михаил Файбушевич (1979—1981,1982-1984,1986) — вокал
- Евгений Казанцев бас-гитара, бэк-вокал (1971—1974, 1981—1982)
- Алексей Глызин (1980—1988) вокал, гитара[1][10][11]
- Игорь Федоров (1982 июнь—1984 июнь[источник не указан 1099 дней]) бас-гитара, вокал
- Александр Тамаров (1982—1983) ударные[источник не указан 1099 дней]
- Юрий Чернавский (1983—1984) звукорежиссёр, аранжировщик[1]
- Сергей Рыжов (1983—1985) бас-гитара, вокал[источник не указан 1099 дней]
- Юрий Китаев (1983—1985) ударные, вокал[источник не указан 1099 дней]
- Леонид Лютвинский (1983—1986) — вокал
- Виктор Чайка (1985—1988) ударные[1][10]
- Владимир Сёмин (1985—1986[источник не указан 1099 дней]) бас-гитара
- Сергей Кудишин (1985—1986[источник не указан 1099 дней]) гитара
- Игорь Ерастов (1987—1991[источник не указан 1099 дней]) бас-гитара
- Юрий Андреев (1988—1992, 2005—2017) ударные[1]
- Александр Добронравов (1988—1992) вокал, клавишные[1]
- Александр Добрынин (1988—1991, 2005—2007) вокал[1]
- Сергей Перегуда (1987—1991[источник не указан 1099 дней]) гитара
- Евгений Ельцов (1989—1992[источник не указан 1099 дней]) вокал, гитара
- Дмитрий Горбатиков (1991—1992) гитара
- Евгений Бессараб (1991—1992) — бас-гитара
- Илья Змеенков (2005—2017) — гитара
- Андрей Концур (2005—2017) — вокал, клавишные
- Михаил Решетников (2007—2017) — вокал, труба, губная гармошка
- Александр Черевков (2009—2017) — вокал, гитара
- Иван Пашков (2009—2017) — вокал, бас-гитара

## Авторы песен
Ансамбль «Весёлые ребята» был первым исполнителем песен молодых композиторов, начинавших в то время свой творческий путь: Ю. Антонов, В. Добрынин, С. Дьячков, О. Иванов, которые создавали специально для ансамбля песни: «Отчего?», «Если любишь ты», «На Земле живёт любовь», «Напиши мне письмо», «Ни минуты покоя», «Тебе всё равно», «Качели», «Мамина пластинка» и др. Шесть песен написал азербайджанский композитор Р. Мануков: «Вишня», «Жила-была девчонка», «Чернобровая дівчина», «Ты подожди», «Избранник» и «Не надо ждать».
Особо плодотворным было содружество ансамбля с композитором Д. Тухмановым, написавшим для ансамбля много песен: «Как прекрасен этот мир», «Легко влюбиться», «День без выстрела на Земле», «Полоса невезения», «Скорый поезд», «Варшавский дождь», «Я к тебе не подойду», «У той горы». Много песен написали В. Матецкий, А. Морозов, П. Слободкин, Т. Ефимов, А. Добронравов.
В разные годы для ансамбля писали стихи поэты:
- Андрей Вознесенский,
- Леонид Дербенёв,
- Онегин Гаджикасимов,
- Евгений Евтушенко,
- Наум Олев,
- Михаил Пляцковский,
- Илья Резник,
- Михаил Танич,
- Владимир Харитонов,
- Игорь Шаферан.

## Дискография

### Грампластинки/SP,EP,LP
Пластинки:
- «Алёшкина любовь», «На чём стоит любовь», «Облади-облада» и «Старенький автомобиль» — фирма Мелодия (М62 28623-24), EP, 1970
- «Люди встречаются», «Легко влюбиться», «Рыбацкая песня», «Расставание» — фирма Мелодия (Д 00033185-6), EP, 1971
- «Как прекрасен этот мир», «Рыбацкая песня», «Любовь — дитя Планеты», «Песня моя, песня» — фирма Мелодия (Д—00033785-6), EP, 1973
- «Чернобровая дивчина», «Варшавский дождь», «Если любишь ты», «Ну, что с ним делать» — фирма Мелодия (Д 00034709-10), EP, 1973
- «На Земле живёт любовь», «На перекрёстке», «Когда молчим вдвоём» — фирма Мелодия (М62 35795-96), EP, 1974
- «Любовь — огромная страна» — фирма Мелодия (С60 05459-003), LP, 1974
- «Песни Д. Тухманова» («Скорый поезд», «Полоса невезения», «Я к тебе не подойду») — фирма Мелодия (М62 37483-84), EP, 1975
- «Арлекино / Посидим, поокаем / Ты снишься мне» — Алла Пугачёва и ансамбль «Весёлые ребята» — ВФГ Мелодия (М62 37809-10), EP, 1975
- «Песни Рудольфа Манукова» — фирма Мелодия (М62-37931-32), EP, 1975
- «Золотой Орфей» — Алла Пугачёва и «Весёлые ребята» — (Болгария) (BTA 2058 Balkanton), LP, 1976
- «Летайте самолётами Аэрофлота», «Первый лёд», «Разлука», «Дальняя песня» — фирма Мелодия (С62-09463-4), EP, 1977
- «Хорошо», «Наш дом», «Проходят годы», «Беда без тебя» — фирма Мелодия (Г62-05893-4), EP, 1978
- «Дружить нам надо» — фирма Мелодия (С60 10433-008), LP, 1978
- «Напиши мне письмо», «Летние каникулы», «Встреча», «Кукла» — фирма Мелодия (С62 10607-004), EP, 1978
- «Музыкальный Глобус» — фирма Мелодия (С60 12953-54), LP, 1979
- «Люба-Любовь», «Уходило лето», «Школьная пора», «В последний раз» — фирма Мелодия (33С62 12735-36), EP, 1979
- «Дискоклуб-2» — фирма Мелодия (С60 16109-10), LP, 1981
- «Вот и всё», «Легко сказать» — фирма Мелодия (Г62 08199-200), EP, 1981
- «Тонкий лёд», «Рыжим всегда везёт», «Мы ловили журавля», «Счастливый случай» — фирма Мелодия (С62-20161-2), EP, 1983
- «Телеграмма», «Да-да-да-да», «23 век» — фирма Мелодия (33С62 21613-4), EP, 1985
- «Минуточку!» — «Весёлые ребята» — фирма Мелодия (С60 25543-006), LP, 1987
- «Здравствуй, мальчик Бананан» — фильм «Асса» (С90-26459-000), 1988
- «Девушка с обложки. Песни на стихи Натальи Просторовой» — фирма Мелодия (С60 30329-30 007), LP, 1990
- «Весёлые ребята, 25 лет. Лучшие песни» — Синтез-Рекордз, 2.LP, 1991

### Магнитоальбомы
- «Розовые розы» (1988)
- «Безнадёга» (1990)

### Компакт-диски/CD
- «Банановые острова» — SBI Records, APEX Records, 1995
- «Песни В. Добрынина» — (CDRDM 603121), 1995
- «Люди встречаются» — фирма «Мелодия», 1997
- «Любовь — дитя Планеты» — фирма «Бомба-Мюзик», 2007[12]
- «Когда молчим вдвоём» — фирма «Мелодия», 2007
- «Музыкальный глобус» — фирма «Бомба-Мюзик», компакт-диск+DVD, 2008
- «Любовь — огромная страна» — фирма «Бомба-Мюзик», 2009
- «Минуточку» — фирма «Бомба-Мюзик», 2011
- «Люби меня, как я тебя» — фирма «Бомба-Мюзик», 2011
- «Шерше ля…» — фирма «Бомба-Мюзик», 2011
- «Напиши мне письмо» — фирма «Бомба-Мюзик», 2012
- «Неизданное» — фирма «Бомба-Мюзик», 2013
- «Не волнуйтесь, тётя» — фирма «Бомба-Мюзик», 2013
- «Избранное» — фирма «Бомба-Мюзик» MP3, 2013
- «Как прекрасен этот мир» — фирма «Бомба-Мюзик», 2013
- «Ретроспектива» — фирма «Бомба-Мюзик», 2014
- «Перекрёсток судьбы», 2015